# Nowoprokopiwka
Nowoprokopiwka (ukrainisch Новопрокопівка; russisch Новопрокоповка Nowoprokopowka) ist ein Dorf im Zentrum der ukrainischen Oblast Saporischschja mit etwa 750 Einwohnern (2001).

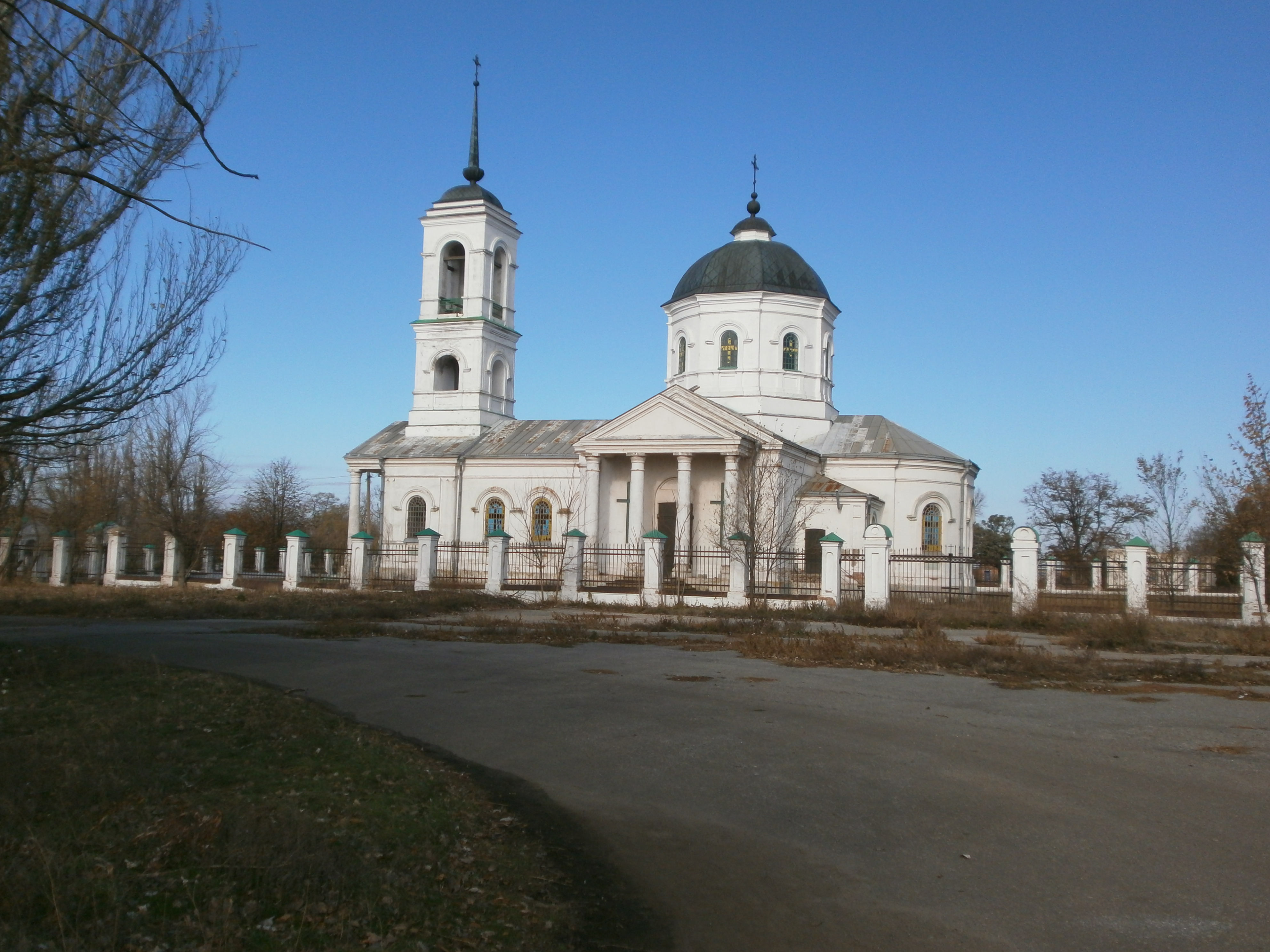
Denkmalgeschützte Himmelfahrtskirche in Nowoprokopiwka

Das 1882 von mehreren Dutzend Familien aus Mala Tokmatschka gegründete Dorf hieß, bevor es 1961 seinen heutigen Namen erhielt, Werschyna (Вершина).
Die Ortschaft liegt auf einer Höhe von 139 m an der Wasserscheide der Flüsse Kinska und Molotschna, 23 km nordöstlich des ehemaligen Rajonzentrums Tokmak und 82 km südöstlich des Oblastzentrums Saporischschja.
Durch das Dorf verläuft die Territorialstraße T–04–08.
Am 12. Juni 2020 wurde das Dorf ein Teil der neugegründeten Stadtgemeinde Tokmak, bis dahin bildete es zusammen mit den Dörfern Iltschenkowe (Ільченкове), Robotyne und Solodka Balka (Солодка Балка) die gleichnamige Landratsgemeinde Nowoprokopiwka (Новопрокопівська сільська рада/Nowoprokopiwska silska rada) im Norden des Rajons Tokmak.
Seit dem 17. Juli 2020 ist es ein Teil des Rajons Polohy.
Nowoprokopiwka steht seit dem 5. März 2022 unter russischer Besatzung und ist im Rahmen der ukrainischen Gegenoffensive 2023 seit September 2023 umkämpft.